# 杨添才
杨添才（1964年11月—），男，壮族，广西来宾人，中华人民共和国政治人物，中国共产党党员。广西区委党校在职研究生学历。

## 生平
杨添才于1986年1月加入中国共产党，历任广西来宾市武宣县副县长、来宾市法制办副主任、来宾市调处办副主任、主任；2010年9月任来宾市行政管理综合执法局局长、
2012年12月，来宾市行政管理综合执法局改为城市管理综合执法局后，杨添才出任该局局长。
2014年12月改任中共来宾市委副秘书长、市信访局局长。2017年3月26日，杨添才出任中共来宾市兴宾区委书记。
2020年4月，不再担任中共来宾市兴宾区委书记。2020年4月23日，当选为广西来宾市第四届人大常委会秘书长兼机关党组书记。
2021年6月16日，不再担任来宾市人大常委会秘书长，并接替严重违法违纪的王庆军出任来宾市政协农业农村和经济委员会主任。